# Podróż „Wędrowca do Świtu”
Podróż „Wędrowca do Świtu” (tyt. oryg. The Voyage of the Dawn Treader) – trzeci tom z cyklu Opowieści z Narnii autorstwa brytyjskiego pisarza C.S. Lewisa, opublikowany w 1952. Książka została zekranizowana, światowa premiera  miała miejsce 10 grudnia 2010 roku.

## Fabuła
Łucja, Edmund oraz ich nieznośny kuzyn Eustachy za pomocą magicznego obrazu przenoszą się na pokład „Wędrowca do Świtu”, gdzie ponownie spotykają młodego króla Narnii – Kaspiana. Muszą pomóc mu w próbie odnalezienia dawno zaginionych przyjaciół ojca, baronów narnijskich (Revilian, Bern, Argoz, Mavramorn, Oktezjan, Restimar i Rup), których uzurpator Miraz wysłał na morze. W tym celu rozpoczynają pełną przygód podróż aż na „ostateczny wschód”.
Po drodze kolejno odwiedzają: Samotne Wyspy, na których Kaspian detronizuje gubernatora Gumpasa i znosi niewolnictwo; Smoczą Wyspę, na której Eustachy zostaje przemieniony w smoka, a następnie odczarowany; Spaloną Wyspę; Wyspę Złotej lub też Śmiertelnej Wody, na której mieści się jezioro o magicznych właściwościach; Wyspę Głosów, lub też Łachonogów, zamieszkaną przez tajemniczego czarodzieja Koriakina i jego niezwykłych, nieco zwariowanych poddanych; Ciemną Wyspę, na której spełniają się najgorsze sny, aż w końcu docierają do Wyspy Ramandu, początku Końca Świata. Tam odnajdują ostatnich trzech baronów pogrążonych w głębokim śnie. Aby złamać potęgę tego czaru, musisz popłynąć aż do Końca Świata albo tak blisko Końca Świata, jak tylko to możliwe, i pozostawić tam przynajmniej jednego ze swoich towarzyszy. – oznajmia Kaspianowi władca wyspy, Ramandu. „Wędrowiec” udaje się zatem na wschód. U granicy krainy Aslana drogi bohaterów rozdzielają się: Kaspian wraz z załogą statku wracają do Narnii, Ryczypisk udaje się do krainy Aslana, co stanowi spełnienie jego najskrytszych marzeń, a dzieci zostają odesłane do Anglii.

## Rozdziały
1. Obraz w sypialni
2. Na pokładzie „Wędrowca do Świtu”
3. Samotne Wyspy
4. Co zrobił Kaspian
5. Burza – i co z niej wynikło
6. Przygody Eustachego
7. Jak się ta przygoda skończyła
8. Dwakroć o włos od zguby
9. Wyspa Głosów
10. Księga Czarodzieja
11. Łachonogowie są szczęśliwi
12. Ciemna Wyspa
13. Trzej śpiący
14. Początek Końca Świata
15. Dziwy Ostatniego Morza
16. Na samym Końcu Świata